# Rhinella justinianoi
Espèce
Synonymes
- Bufo justinianoi Harvey & Smith, 1994

Statut de conservation UICN

 VU B1ab(iii) : Vulnérable
Rhinella justinianoi est une espèce d'amphibiens de la famille des Bufonidae.

## Répartition
Cette espèce est endémique de la Bolivie,. Elle se rencontre :
- dans le département de Cochabamba dans la province de Carrasco entre 1 875 et 2 220 m d'altitude ;
- dans le département de La Paz dans la province de Nor Yungas entre 1 440 et 2 250 m d'altitude ;
- dans le département de Santa Cruz dans la province de Florida à environ 2 050 m d'altitude.

## Étymologie
Cette espèce est nommée en l'honneur de Hermes Justiniano.

## Publication originale
- Harvey & Smith, 1994 : A New Species of Bufo (Anura: Bufonidae) from Cloud Forests in Bolivia. Herpetologica, vol. 50, no 1, p. 32-38.